# Gordon Willis
Gordon Willis (ur. 28 maja 1931 w Nowym Jorku, zm. 18 maja 2014 w North Falmouth) – amerykański operator filmowy nagrodzony w 2010 Oscarem za całokształt twórczości. Wcześniej był 2 razy nominowany do nagrody Oscara za zdjęcia do filmów: Zelig (1983; reż. Woody Allen) i Ojciec chrzestny III (1990; reż. Francis Ford Coppola).
Najczęściej współpracował z takimi reżyserami jak: Woody Allen, Alan J. Pakula i Francis Ford Coppola.

## Filmografia
- Zaloty (1970)
- Właściciel (1970)
- Sposób na Alfreda (1971)
- Klute (1971)
- Jak się zabawić? (1972)
- Banda (1972)
- Ojciec chrzestny (1972)
- W pogoni za papierkiem (1973)
- Syndykat zbrodni (1974)
- Ojciec chrzestny II (1974)
- Zdradliwa toń (1975)
- Wszyscy ludzie prezydenta (1976)
- Annie Hall (1977)
- Przybywa jeździec (1978)
- Wnętrza (1978)
- Manhattan (1979)
- Wspomnienia z gwiezdnego pyłu (1980)
- Okna (1980); także reżyseria
- Grosz z nieba (1981)
- Seks nocy letniej (1982)
- Zelig (1983)
- Danny Rose z Broadwayu (1984)
- Być doskonałym (1985)
- Purpurowa róża z Kairu (1985)
- Skarbonka (1986)
- Jasne światła, wielkie miasto (1988)
- Uznany za niewinnego (1990)
- Ojciec chrzestny III (1990)
- Pełnia zła (1993)
- Zdrada (1997)

## Nagrody
- Nagroda Akademii Filmowej Za całokształt twórczości w 2010